# هیلدگارد بینگنی
هیلدگارد بینگنی (به آلمانی: Hildegard von Bingen) (به لاتین: Hildegardis Bingensis) (۱۰۹۸ میلادی– ۱۷ سپتامبر ۱۱۷۹ میلادی) که با نام حضرت هیلدگارد یا حکیمهٔ رودخانهٔ راین نیز شناخته می‌شود، نویسنده، آهنگ‌ساز و فیلسوف آلمانی که با چشم بستن بر تمایلات دنیوی، در کلیسای بندیکتین نقاش و علامه علوم بود.
هیلدگارد متون علمی و تخصصی گیاه‌شناسی و داروشناسی را به صورت نامه، ترانه‌های مذهبی و اشعار می‌نوشت و می‌سرود و احتمالاً نخستین نمایشنامه اخلاقی نوشته او است. او همچنین مدیریت نقاشی‌های مینیاتور درخشان را به عهده داشت.

## آثار
هیلدگارد بینگنی با نگاهی ریزبینانه به دیدگاه‌های مسلط فلسفی و کلامی زمانهٔ خویش می‌تاخت. در دورانی که او می‌زیست، کلیسا چنین القاء می‌کرد که زنان به اتکای نیروی خویش توانایی درک مسائل فلسفی را ندارند. هیلدگارد این اندیشه را به چالش می‌کشید.
مجموعهٔ نفیس آثار وی در زمینهٔ سکانس (تکرار یک قطعهٔ ملودیک در گام‌های مختلف) و همچنین «سرودهای روحانی»، جایگاهی خارج از سنت‌های موسیقی حاکم دارد. مجموعهٔ گرانبهای «سمفونی هارمونی الهامات آسمانی» دارای بیش از هفتاد سرود مذهبی و نیایشهای دلنشین است.
در میان زنان دهه‌های آخر کلیسای قرون وسطی، او بسیار مردمی و پرطرفدار بود؛ به‌خصوص ترانه‌های وی که به ۷۰–۸۰ قطعه می‌رسد، یکی از بیشترین اجراها را در میان آهنگ‌سازان قرون وسطی دارد. هیلدگارد حدود ۱۰۰ نامه، ۷۲ ترانه، ۷۰ شعر و ۹ کتاب نگاشت.